# Antirrhea adoptiva
Antirrhea adoptiva é uma borboleta neotropical da família Nymphalidae e subfamília Satyrinae, descrita em 1909 e distribuída pela Venezuela, Colômbia, Equador e Peru. Visto por cima, o padrão básico da espécie apresenta asas de coloração castanha com uma série de três pontuações brancas, enfileiradas, nas asas anteriores e asas posteriores com quatro manchas azuladas, enfileiradas. Vista por baixo, a espécie apresenta a padronagem de folha seca.

## Hábitos
São borboletas que se alimentam de frutos em fermentação e que possuem voo baixo, pousando em folhagem seca e plantas do solo das florestas.[carece de fontes?]

## Subespécies
Antirrhea adoptiva possui duas subespécies:
- Antirrhea adoptiva adoptiva - Descrita por Weymer em 1909, de exemplar proveniente da Colômbia.
- Antirrhea adoptiva porphyrosticta - Descrita por Watkins em 1928, de exemplar proveniente do Equador.